# لوكا سوتشيتش
لوكا سوتشيتش (مواليد 8 سبتمبر 2002) هو لاعب كرة قدم كرواتي نمساوي المولد يلعب في مركز الوسط في نادي ريد بول سالزبورغ.